# Bucculatrix lassella
Bucculatrix lassella är en fjärilsart som beskrevs av Edward Meyrick 1880. Bucculatrix lassella ingår i släktet Bucculatrix och familjen kronmalar. Inga underarter finns listade i Catalogue of Life.